# Port lotniczy Misima
Port lotniczy Misima (IATA: MIS, ICAO: AYMM) – port lotniczy zlokalizowany na wyspie Misima, w prowincji Milne Bay, w Papui-Nowej Gwinei. Obsługuje połączenia krajowe.